# Presquiró
Presquiró és una caseria del terme municipal de Gavet de la Conca, dins de l'antic terme de Sant Salvador de Toló.
És al Clot del Bou, a la capçalera del barranc de la Rovira, afluent principal del riu de Conques a la capçalera.
A principis del segle xx hi consten 20 edificis amb 53 habitants.
Conserva restes de l'església romànica de sant Isidre.